# 多瑙凹地國家公園
48°8′N 16°55′E / 48.133°N 16.917°E

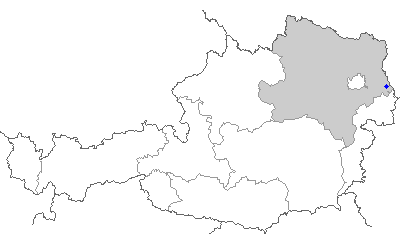

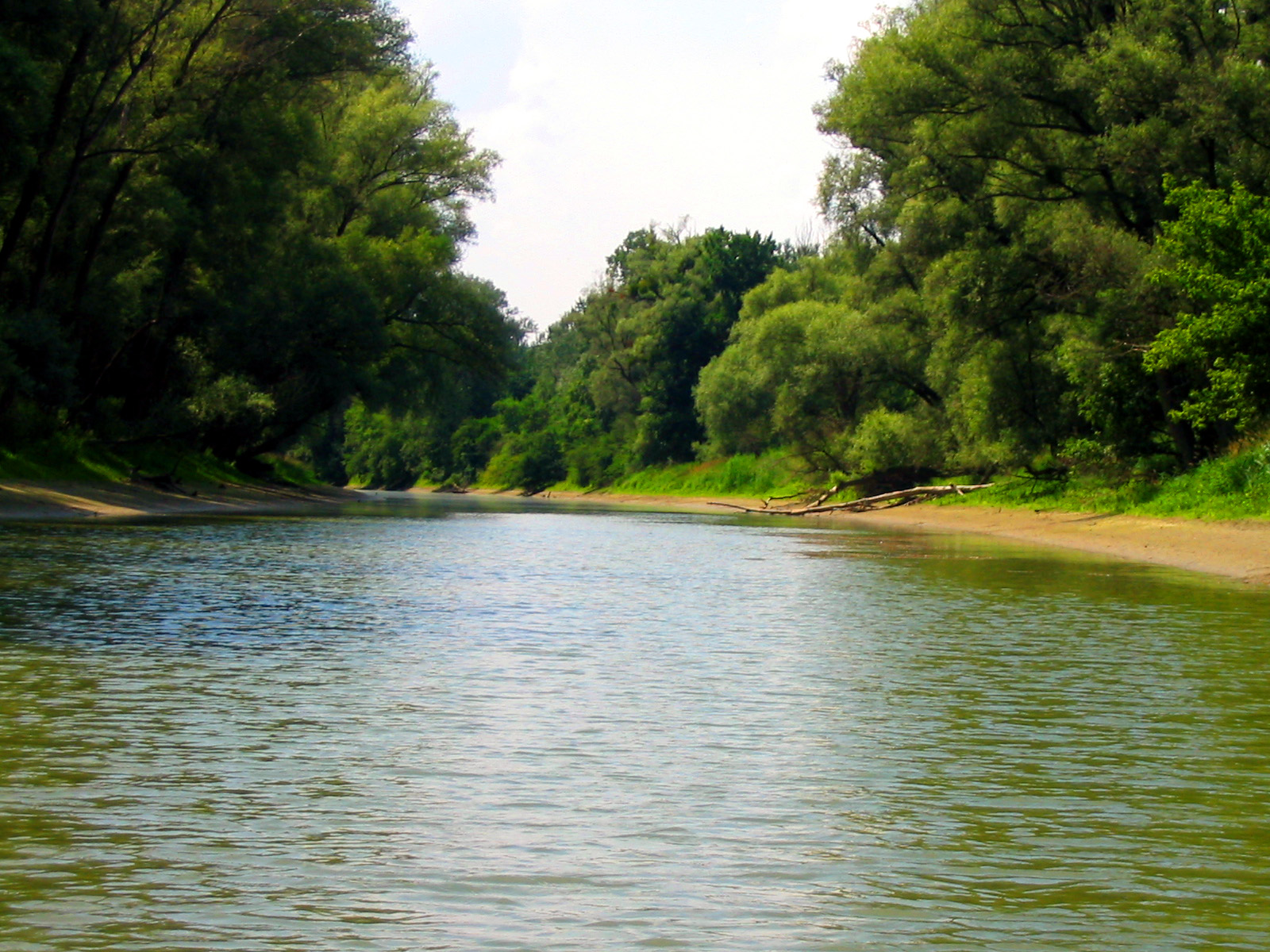

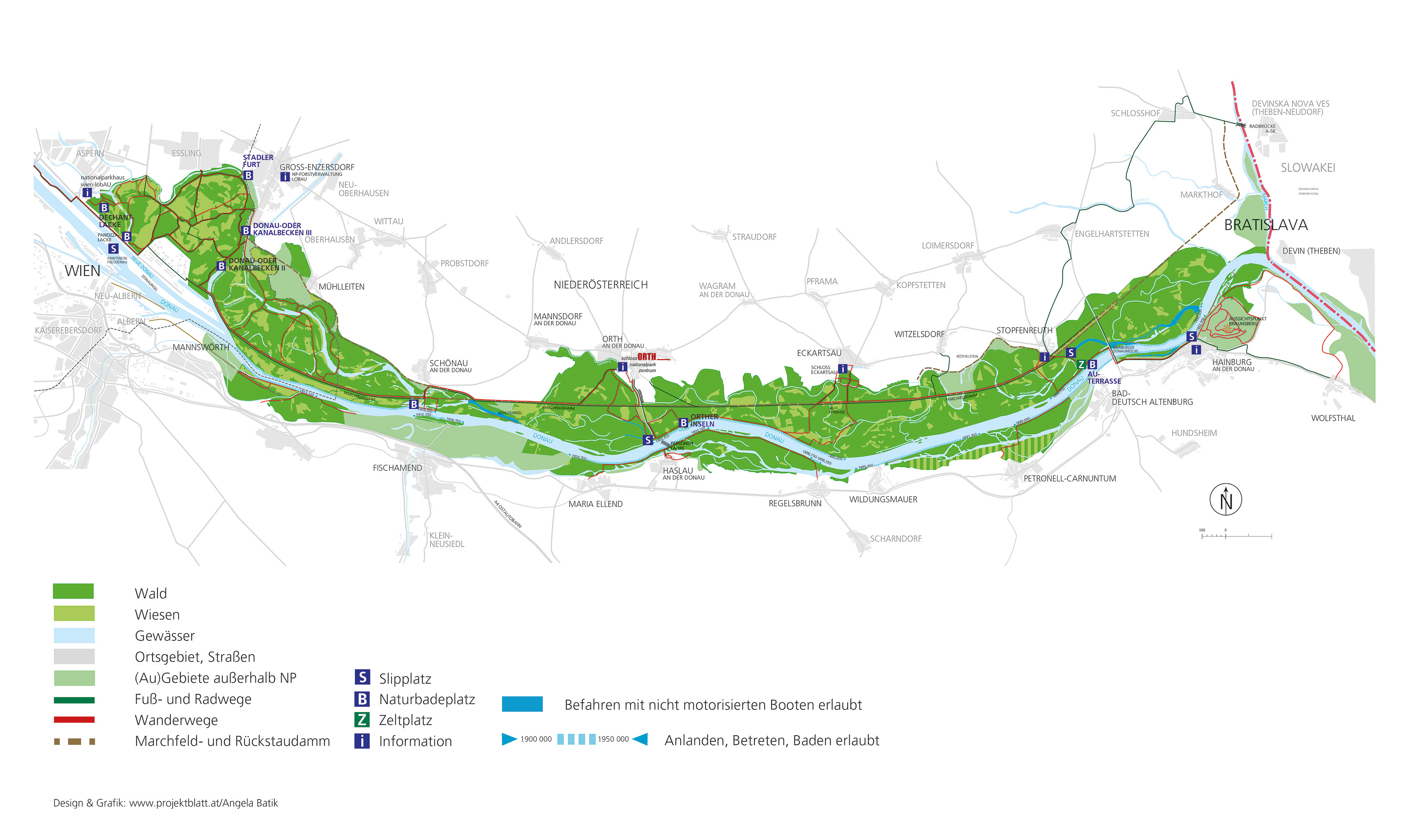

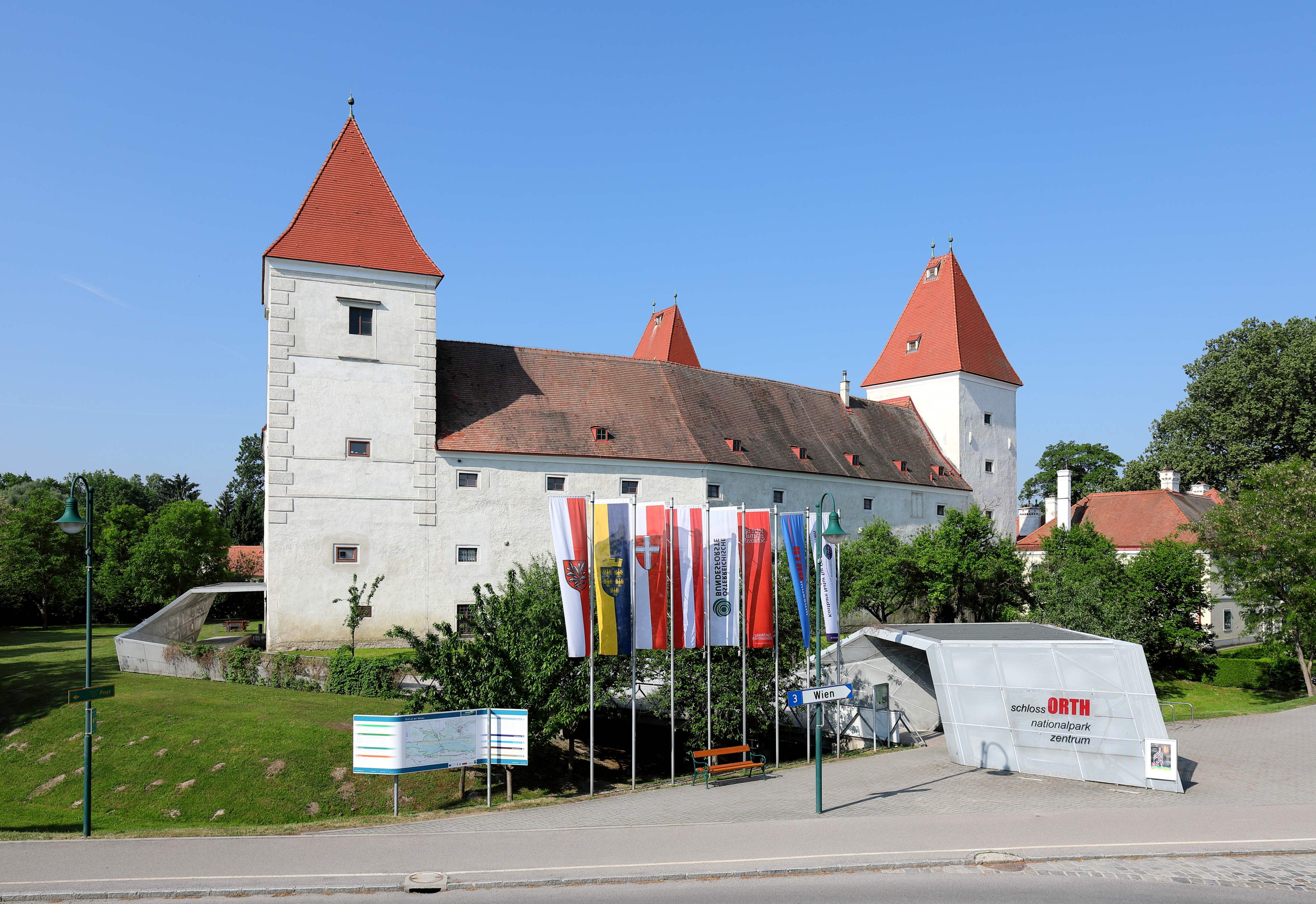

多瑙凹地國家公園是奧地利的國家公園，位於該國東北部下奧地利州，成立於1996年10月27日，面積93平方公里，該地區30種哺乳類、100種鳥類、8種爬蟲類、13種兩棲類和50種魚類棲息。